# Larry Haskin
Lawrence (Larry) A. Haskin (Olathe, Kansas; 17 de agosto de 1934 - San Luis, Misuri; 24 de marzo de 2005), fue un geoquímico estadounidense. Jefe de la División de Ciencias Planetarias y de la Tierra de la NASA en la década de 1970, fue el responsable del estudio de las muestras de rocas traídas de la Luna por el Programa Apolo, actividad que compaginó con su larga trayectoria como profesor universitario.

## Semblanza
Haskins nació en Olathe, en 1934. Se graduó en química por la Baker University de Kansas City, doctorándose en la Universidad de Kansas en 1960. Ese mismo año se incorporó al profesorado de la Universidad de Wisconsin, donde permaneció hasta 1973. En este período realizó una estancia de un año en el Instituto Max Planck.
En 1973 fue nombrado Jefe de la División de Ciencias Planetarias y de la Tierra de la NASA, puesto desde el que desarrolló el programa de estudio de muestras de rocas lunares, a las que aplicó las más modernas técnicas de análisis disponibles, siendo uno de los primeros geoquímicos en trabajar con los materiales recogidos por las naves del programa Apolo. 
En 1976 dejó la NASA para convertirse en catedrático en la Universidad Washington de San Luis, donde permanecería hasta el final de su carrera académica en 1990.
En su labor en el ámbito de la geoquímica, destacó por introducir métodos de análisis físico-químico de alta precisión en el campo del estudio de rocas (como la determinación de trazas de isótopos, el análisis por activación neutrónica, la resonancia paramagnética de electrones, la electroquímica de silicatos y la espectroscopía de Raman).
Fue un firme defensor de la futura utilización de la Luna como punto de partida y base de aprovisionamiento de combustible para misiones tripuladas a otros planetas, y en sus últimos años colaboró activamente con los equipos de la Universidad Washington de San Luis y de la NASA en el JPL sobre el diseño de las misiones de los róveres enviados a Marte.
Falleció mientras dormía en 2005, víctima de una mielofibrosis que había padecido durante años. Dejó viuda y dos hijos.

## Reconocimientos
- Miembro del Centro McDonnell de Ciencias Espaciales.
- Premio de la NASA a sus Excepcionales Logros Científicos en 1971.[1]

## Eponimia
- El cráter lunar Haskin lleva este nombre en su memoria.[2]
- Una cresta del planeta Marte (Haskin Ridge) también lleva su nombre.[3]